# Isaea montagui
Isaea montagui is een vlokreeftensoort uit de familie van de Isaeidae. De wetenschappelijke naam van de soort is voor het eerst geldig gepubliceerd in 1830 door Milne-Edwards.